# Guillem de Chartres
 Guillaume de Chartres  va ser el catorzè Gran Mestre de l'Orde del Temple.
Era fill del comte de Bar-sur-Seine, però s'ignora tant la data del seu naixement com la vida que va portar fins a l'any 1210, en què va ser elegit Gran Mestre. Poc després assisteix a la coronació com a rei de Jerusalem de  Jean de Brienne  (que comptava amb el suport de Felip August). La situació dels prínceps cristians a Palestina és bastant precària i en el quart concili del Laterà (novembre 1215) el papa Innocenci III exhorta de nou als sobirans europeus perquè iniciïn una nova creuada.
Guillaume de Chartres participa amb els seus templers en aquesta Cinquena Croada (1217/1221), però les disputes entre els caps croats davant del lloc de Damiata impedeixen obtenir resultats significatius. Una epidèmia de pesta acaba amb la vida de nombrosos creuats, entre ells Guillaume de Chartres que mor al gener o febrer de 1219.
Els templers participen en totes les batalles contra els musulmans que es desenvolupen a Espanya i l'Orde rep nombroses donacions que augmenten el seu poder i riquesa.
En 1211, Guillaume de Chartres havia aconseguit un altre èxit important, ja que el castell de Gastein, que havia estat pres pels musulmans a 1190, és reconquerit pel rei de la Petita Armènia, i després d'un arbitratge papal és retornat als Templers.
| Precedit per: Philippe de Plaissis | Gran Mestre 1210 - 1219 | Succeït per: Pere de Montagut |